# Amadoris González
Amadoris Arismendis González Labrada (ur. 26 listopada 1966) – kubański zapaśnik walczący w stylu klasycznym. Brązowy medalista mistrzostw świata w 1985; czwarty w 1986; piąty w 1990. Mistrz igrzysk panamerykańskich w 1987 i 1991. Sześć złotych medali na mistrzostwach panamerykańskich w latach 1986-1991. Triumfator Igrzysk Ameryki Środkowej i Karaibów w 1982 i 1986. Pierwszy w Pucharze Świata w 1987; drugi w 1986 i 1988; trzeci w 1985 i 1990 roku.